# Harry Crane Perrin
Harry Crane Perrin (* 19. August 1865 in Wellingborough/North Northamptonshire; † 6. November 1953 in Exeter, Devon) war ein englischer Organist, Komponist und Musikpädagoge.

## Leben
Perrin studierte am Trinity College Dublin und wurde 1886 Organist am St. Columba’s College in Rathfarnam. 1888 kehrte er nach England zurück und erhielt die Organistenstelle an der St. John’s Church in Lowestoft. Als Organist, Chorleiter und Direktor der Musikgesellschaften wirkte er von 1892 bis 1898 an der Coventry Cathedral und darauf an der Canterbury Cathedral.
1908 übernahm er die Leitung des McGill Conservatory in Montreal und wurde der erste Professor für Musik an der McGill University. Beide Positionen hatte er bis 1930 inne. In seiner Amtszeit wurde ein eigenes System der Musikprüfungen für Kanada eingeführt und 1909 an der McGill University ein Universitätsorchester und 1920 eine Musikfakultät gegründet, deren Leitung Perrin ebenfalls übernahm.
Neben Liedern, Anthems, Chorwerken und Kantaten komponierte Perrin Orgel- und Orchesterwerke. Im Druck erschienen u. a. das Chorstück Pan’s Pipes und sein Song of War. Eine seiner Hymnen wurde in den 1986 von der Société pour le patrimoine musical canadien veröffentlichten Band Hymn Tunes aufgenommen.